# Благовіщенка (Василівський район)
Благові́щенка (до 1804 — Іваненкове) — село в Україні, адміністративний центр Благовіщенської сільської громади Василівського району Запорізької області. Населення складає 2941 особи, переважна більшість з яких українці, а також росіяни, євреї, чуваші, білоруси, болгари, поляки, татари, чехи тощо.

## Географія
Село Благовіщенка розташоване за 100 км від обласного центру, за 48 км від районного центру та 37 км від Кам'янки-Дніпровської, на лівому березі Каховського водосховища (р. Дніпро), вище за течією на відстані 1 км розташоване село Шляхове, нижче за течією на відстані 1 км розташоване село Іванівка. Поруч проходить залізниця, роз'їзд 20 км (за 0,5 км від села). Навколо багато іригаційних каналів. До будівництва Каховської ГЕС і заповнення Каховського водосховища село Благовіщенка розташовувалося на березі річки Кінська.

## Історія
Село засноване наприкінці 1787 року кріпаками, переведеними поміщиком Іваненковим зі слободи Озеряни (нині — Ніжинський район Чернігівської області).
На території сучасної Запорізької області Іваненко у 1787 році скупив у різних поміщиків 36190 десятин землі колишніх рангових дач із селами, що знаходилися на території цих дач.
У 1804 року село перейменовано в Благовіщенку, 1831 року, як центральний маєток Іваненка, було переведено до категорії містечок.
При містечку є обширний маєток з двома фруктовими садами; в них штучне зрошення, переважають груші. За 6 верст на північний схід — село Іванівка (Синельникове). На захід — дюнні піски (60 м²)[джерело?].
Поміщик Іваненко давав в оренду селянам землю за 3 коп. за сажень. З 1861 по 1893 роки на одного чоловіка припадало 2,8 десятин землі.
Західна частина села — Міщанка інтенсивно почала заселятися з 1870 року. Земля здавалась в оренду також по 3 коп./сажень.
Станом на 1886 рік в містечку Балківської волості Мелітопольського повіту Таврійської губернії мешкало 1457 осіб, налічувалось 257 дворів, існували православна церква, земська станція, 3 лавки, відбувалось 3 щорічних ярмарки: 25 березня, 6 серпня та на день Вознесіння Господня, базар. За 7 верст — цегельний завод.
Економіка індивідуальних господарств була досить низькою. Бідняки наймались до багача Мастепанова на збір огірків (15 коп./день). Населення зростало, а землі було мало і поміщик вирішив організувати переселення на Херсонщину (с. Вели́ка Благові́щенка Горностаївської селищної громади Каховського району), даючи  безкоштовно 4 десятини землі[джерело?].
1902 року побудована лікарня на честь померлого сина поміщика, Андрія. У 1906 році побудова школа, яка була передана у земство.

### За радянських часів
Село першим у районі почало колективізацію: створено 4 колгоспи. Спеціалізація сільського господарства — овоче-молочна.
У 1933—1935 роках побудована Благовіщенська зрошувальна насосна станція.
700 жителів — учасники німецько-радянської війни, 251 з них нагороджений, 317 — загинули. Період окупації: 13 вересня 1941 року — 2 листопада 1943 року.
За часи німецько-фашистської окупації знищені: школа, сільська рада, склади хлібоприймального пункту, 36 житлових будинків. Розстріляно 42 мирні жителі, на каторжні роботи відправлено 238 жителів. У боях за звільнення села загинуло 373 особи, які поховані у братській могилі.
У звільненні села брали участь 183-й Гвардійський стрілецький полк 59-ї Гвардійської стрілецької дивізії (командир — підполковник Андрюшенко Тимофій Федорович) та 189-й Гвардійський стрілецький полк 61-ї Гвардійської дивізії (командир — майор Лімов Василь Семенович).
У 1967 році господарство було відзначене Дипломом учасника Виставки Досягнень Народного господарства СРСР.
1971 році радгосп імені Леніна був нагороджений орденом «Трудового Червоного Прапора».
Побудовано будинок культури на 416 місць, середню школу на 520 місць, реконструйовано пам'ятник Леніну  (демонтований під час декомунізації) й братська могила; хлібоприймальний пункт; риболовецька ділянка радгоспу «Прибой».

### У Незалежній Україні
14 вересня 2017 року село Благовіщенка — адміністративний центр Благовіщенської сільської громади. В ході децентралізації до її складу увійшла Благовіщенська сільська рада.
17 липня 2020 року, в результаті адміністративно-територіальної реформи та ліквідації Кам'янсько-Дніпровського району, село увійшло до складу Василівського району.
З початку широкомасштабного російського вторгнення в Україну село та Благовіщенська сільська громада перебувають під тимчасовою російською окупацією.

## Історичні пам'ятки
В околицях Благовіщенки знайдено залишки періоду палеоліту (приблизно 15 тис. років), вивчено поселення і могильник періоду бронзи. Знайдено амфори IV століття до н. е.; поселення ранньослов'янської Черняхівської культури (II—IV століть до н. е.). На могильнику осілих кочівників (V століття н. е.) розкопано п'ять поховань.

## Населення
Згідно з переписом УРСР 1989 року чисельність наявного населення села становила 3400 осіб, з яких 1518 чоловіків та 1882 жінки.
За переписом населення України 2001 року в селі мешкало 2889 осіб.
Налічується 1357 домогосподарств.

### Мова
Розподіл населення за рідною мовою за даними перепису 2001 року:
| Мова       | Відсоток |
| ---------- | -------- |
| українська | 82,39 %  |
| російська  | 16,97 %  |
| молдовська | 0,10 %   |
| білоруська | 0,07 %   |
| болгарська | 0,07 %   |
| грецька    | 0,03 %   |
| інші       | 0,37 %   |

## Економіка
- ВАТ «Благовіщенське хлібоприймальне підприємство».
- ТОВ «Благовіщенка».

## Об'єкти соціальної сфери
- Середня загальноосвітня школа
- Дитячий дошкільний навчальний заклад
- Будинок культури
- Музей історії села
- Дільнична лікарня
- Обладнаний стадіон, два спортзали, дитячо-юнацька спортивна школа.

### Школа
Благові́щенська ЗОШ — має два корпуси: основний, трьохповерховий, де викладаються більшість предметів та двоповерховий, де викладається трудове навчання.
Основний корпус складається з 32 кабінетів, у тому числі спортзалу, гімнастичного залу, бібліотеки, комп'ютерного кабінету, їдальні, кабінетів адміністрації школи та підсобних приміщень. У школі часто проводять спортивні змагання між різними школами району. У школі викладають 26 учителів і навчається понад 250 учнів.
Вчителі початкових класів:
- Олійник Наталія Миколаївна;
- Герасименко Марія Леонідівна;
- Кращенко Тетяна Василівна;
- Мілюкова Тетяна Євгенівна;
- Ушакова Оксана Володимирівна.

Вчителі з фізкультури:
- Тараненко Михайло Павлович;
- Звягін Віталій Петрович.

Вчитель з трудового навчання:
- Пастернак Григорій Валентинович.

Вчителі з української мови та літератури:
- Шугура Олена Григорівна;
- Карпусь Ірина Вікторівна.

Вчителі з математики, алгебри та геометрії:
- Бойко Людмила Олексіївна;
- Халеп Антоніна Миколаївна.

- Бойко Юрій Григорович — викладач історії, правознавства та філософії;
- Олійник Альона Вікторівна — вчителька англійської мови;
- Галагуз Любов Михайлівна — викладач хімії, біології (старші класи) та природознавства;
- Трунов Олександр Васильович — вчитель фізики та інформатики;
- Руденко Тетяна Іванівна — викладач зарубіжної літератури та російської мови;
- Петренко Олександр Петрович — вчитель креслення, екології (11 кл.) та географії й біології.

## Особистості
- Чуча Дмитро Сафронович (1903—1938) — український громадський діяч у Харбіні
- Габель Василь Михайлович (1913—?) — учасник Другої світової війни, колишній директор місцевої школи.
- Юскевич-Красковський Микола Максимович.
- Борденюк Борис Борисович (1987—2019) — старший солдат Збройних сил України, учасник російсько-української війни.